# Pierre de Solignac
Pierre de Solignac , mort le 30 aout 1190, est un prélat français du XIIe siècle. Il fut évêque du Puy de 1159 à 1190.

## Biographie
Nommé évêque du Puy en 1159, Pierre de Solignac reçoit le pallium en 1164. De son temps, le pape Alexandre III vient au Puy, et confirme les privilèges accordés par ses prédécesseurs. C'est Pierre qui fait, en 1162, la translation des reliques de saint Georges et de saint Hilaire de Poitiers. Il accorde à l'abbé de la Chaise-Dieu et à ses successeurs la dignité canoniale dans l'église du Puy, comme l'ont déjà les abbés de Cluny.
Cet évêque dut souffrir de grandes vexations de la part de ses voisins, les vicomtes de Polignac. Sous son épiscopat, l'abbaye de Saint-Jacques de Doue, fondée en 1138 pour des chanoines réguliers, passe en 1167 aux prémontrés. Ils y demeurent jusqu'en 1772.